# Zuckia brandegei
Zuckia es un género monotípico de plantas fanerógamas perteneciente a la familia Amaranthaceae. Su única especie: Zuckia brandegei  (A.Gray) S.L.Welsh & Stutz 1984, es originaria del oeste de los Estados Unidos.

## Descripción
Es un arbusto, con ramas leñosas en la base de madera persistente que alcanza un tamaño de 0,5-2 dm;. los tallos de 1-5 dm con hojas de 13-80 × 15-42 mm. El fruto es un aquenio

## Taxonomía
Zuckia brandegei fue descrita por (A.Gray) S.L.Welsh & Stutz 1984 y publicado en Great Basin Naturalist 44(2): 208, en el año 1984.
Variedad
- Zuckia brandegeei var. arizonica (Standl.) S.L.Welsh

Sinonimia
- Atriplex brandegeei (A. Gray) Collotzi ex W.A.Weber
- Grayia brandegeei A. Gray basónimo